# Мартынов, Николай Авксентьевич
Николай Авксентьевич Мартынов (р. 1938) — российский музыковед, композитор, педагог, Заслуженный деятель искусств РФ (1998).

## Биография
Родился 20 июня 1938 года в Ленинграде.
Окончил Хоровое училище имени М. И. Глинки с отличием в 1955 году.
- В 1960 году окончил музыковедческое отделение теоретико-композиторского факультета Ленинградской консерватории по классу М. С. Друскина.
- В 1966 — окончил аспирантуру.
- С 1960 года Мартынов — музыкальный редактор Новосибирской филармонии.
- С 1961 года — лектор Новосибирской филармонии.
- В 1962—1963 гг. — преподаватель Новосибирской консерватории.
- С 1966 года преподаёт в Ленинградской консерватории.
- В 2004—2008 проректор по учебной работе Санкт-Петербургской государственной консерватории (академии) имени Н. А. Римского-Корсакова.

Автор двух опер («Галилей» и «Вишнёвый сад»), двух балетов (Геракл и Петербургские сновидения), четырёх симфоний (4-я «Смерть поэта» на стихи Пушкина и Лермонтова), инструментальной музыки, сюит, хоровых, вокальных и песенных циклов, эстрадных песен, музыки к спектаклям и фильмам.

## Фильмография
1. 1971 — Шутите? (короткометражный)
2. 1972 — Звезда в ночи совместно с Ш. Сайфитдиновым (Ленфильм совместно с Таджикфильмом)
3. 1973 — Практикант (короткометражный)
4. 1976 — 72 градуса ниже нуля
5. 1979 — Открытая книга (9 серийный телефильм)
6. 1978 — Завьяловские чудики (альманах по рассказам В. М. Шукшина), новелла «Версия»
7. 1980 — Тайна поющего острова
8. 1982 — Средь бела дня…
9. 1989 — Жизнь Клима Самгина (14 серийный телефильм)
10. 1994 — Русский транзит
11. 1999 — Кадриль
12. 1999 — Плачу вперёд!
13. 2000 — Дом надежды (4 серийный телефильм)

(с 1967 г. по 2002 г. написана музыка также к 17 документальным фильмам)

## Звания и награды
Заслуженный деятель искусств РФ (1998), профессор, кандидат искусствоведения, награждён «Орденом Почёта».